# Emmanuel Acosta
Emmanuel Acosta (Mongui, La Guajira, Colombia; 23 de mayo de 1982) es un exfutbolista colombiano. Jugaba de volante y defensa central, se retiró en el Unión Magdalena de Colombia.

## Trayectoria
Su primer club fue Independiente Santa Fe, donde empezó su carrera desde las divisiones inferiores con 15 años. Su estilo de juego es asociado con grandes defensas del mundo por su estilo ordenado, y sobrio a la hora de ir por el balón. Luego pasa al Quindio. Después regresa al Santa Fe seguido a esto se retira del Santa fue y se dirige al club Patriotas de Boyacá, para volver al Santa Fe. Después  va al América de Cali en 2007-2, por pedido expreso del técnico Diego Edison Umaña, luego sufre una lesión de ligamento cruzado que lo aleja de las canchas seis meses, y es reintegrado a la disciplina de Independiente Santa Fe. A mediados de 2009, Acosta sale del Santa Fe para reforzar la zona defensiva del América de Cali. Después de 1 año en el América de Cali, en 2010 se integró al equipo Real Cartagena, en este mismo año, en mayo, nació su hija Valeria Acosta Lubo. En 2011 el futbolista se integró al equipo Real Sport en Caracas Venezuela, (actualDeportivo La Guaira), en 2012 se integró al equipo Once Caldas de Manizales, por último en 2013 se integró al Union Magdalena el cual fue el último club donde estuvo, y se retiró de las canchas. 4 años después nació su segundo hijo Emanuel Acosta Lubo. Pero debido a los distintos problemas económicos presentados en el club escarlata renunció al equipo, presentándose a Santa Fe, club dueño de sus derechos deportivos. Finalmente viaja a Venezuela para jugar con el Real Esppor Club.

## Clubes
| Club                 | País      | Año         |
| -------------------- | --------- | ----------- |
| Santa Fe             | Colombia  | 2002 - 2005 |
| Deportes Quindío     | Colombia  | 2004/2006   |
| Patriotas Boyacá     | Colombia  | 2005        |
| Atlético Bucaramanga | Colombia  | 2006        |
| Santa Fe             | Colombia  | 2006 - 2007 |
| América de Cali      | Colombia  | 2007        |
| Santa Fe             | Colombia  | 2008 - 2009 |
| América de Cali      | Colombia  | 2009 - 2010 |
| Real Cartagena       | Colombia  | 2011        |
| Deportivo La Guaira  | Venezuela | 2011        |
| Once Caldas          | Colombia  | 2012        |
| Unión Magdalena      | Colombia  | 2013        |